# Jack Kao
Jack Kao (chinois : 高捷 — pinyin : gāo jié) est un acteur né à Taïwan le 23 avril 1958.
Acteur fétiche du cinéaste taïwanais Hou Hsiao-hsien, il a joué six fois pour lui entre 1987 et 2001 : il incarne Hsiao-fang dans La Fille du Nil, Leung dans La Cité des douleurs, Wei dans Good Men, Good Women, Kao dans Goodbye South, Goodbye, Luo dans Les Fleurs de Shanghai et enfin Jack dans Millennium Mambo.
Également habitué du cinéma hongkongais, il joue par exemple pour Tsui Hark dans Time and Tide en 2000, pour Johnnie To dans Judo en  2004, pour Derek Yee dans Shinjuku Incident en  2009.

## Filmographie
- 1987 : La Fille du Nil (Niluohe nuer)
- 1988 : Yuan nu
- 1989 : La Cité des douleurs (Beiqing chengshi)
- 1990 : Peony Birds (Mudan niao)
- 1990 : Island of Fire (Huo shao dao)
- 1991 : A Piggy Tale (Wawa)
- 1992 : Dust of Angels (Shaolin ye, an la!)
- 1993 : Treasure Island (Zhi yao wei ni huo yi tian)
- 1994 : In the Heat of Summer (Dian zhi bing bing zhi qing nian gan tan)
- 1994 : One Armed Swordsman '94 ('94 du bi dao zhi qing)
- 1994 : Midnight Revenge (Anye qiangsheng)
- 1995 : Dream Lovers (Yi qian ling yi ye zhi meng zhong ren)
- 1995 : Asian Connection (Te jing ji xian feng)
- 1995 : Good Men, Good Women (Haonan haonu)
- 1996 : Goodbye South, Goodbye (Nanguo zaijan, nanguo)
- 1997 : Full Alert (Ko dou gai bei)
- 1998 : Les Fleurs de Shanghai (Hai shang hua)
- 1998 : The Conman (Du xia 1999)
- 1999 : Moonlight Express (Sing yuet tung wa)
- 2000 : A Chance to Die (Xiang si chen xianzai)
- 2000 : Time and Tide (Seunlau ngaklau)
- 2001 : Millennium Mambo (Qianxi manbo)
- 2002 : Twenty Something Taipei (Toi bak man 9 chiu 5)
- 2004 : Judo (Yau doh lung fu bong)
- 2005 : Love's Lone Flower (Gu lian hua)
- 2005 : Fall... in Love (Lian ren)
- 2005 : Reflections (Ai li si de jin zi)
- 2009 : Ghosted : Chen Fu
- 2009 : Les Nuits rouges du Bourreau de Jade
- 2009 : Shinjuku Incident
- 2011 : Dragon Gate, la légende des Sabres volants
- 2015 : Two Thumbs Up
- 2018 : Project Gutenberg : Le « Général »
- 2019 : Face à la nuit de Wi-ding Ho